# Orthopichonia seretii
Orthopichonia seretii är en oleanderväxtart som först beskrevs av De Wild., och fick sitt nu gällande namn av Vonk. Orthopichonia seretii ingår i släktet Orthopichonia och familjen oleanderväxter. Inga underarter finns listade i Catalogue of Life.